# Caserne Dupuis
La caserne Dupuis est une ancienne caserne d’infanterie construite pendant l’annexion allemande,  en Lorraine, sur la commune du Ban-Saint-Martin près de Metz.

## Contexte historique
Alors que Metz devient un point stratégique majeur de l’empire allemand, l’état-major allemand poursuit les travaux de fortification entamés sous le Second Empire. De nombreuses casernes sont construites pour abriter la garnison allemande qui oscille entre 15 000 et 20 000 hommes au début de la période, et dépasse 25 000 hommes avant la Première Guerre mondiale. Dans cette pépinière de généraux, se côtoient des Bavarois aux casques à chenille, des Prussiens et des Saxons aux casques à pointe et aux uniformes vert sombre, ou encore des Hessois aux uniformes vert clair. Guillaume II, qui vient régulièrement dans la cité lorraine pour inspecter les travaux d’urbanisme et ceux des forts de Metz n’hésite pas à déclarer : « Metz et son corps d’armée constituent une pierre angulaire dans la puissance militaire de l’Allemagne, destinée à protéger la paix de l’Allemagne, voire de toute l’Europe. »

## Construction et aménagements
La caserne Dupuis est construite sur Le Ban-Saint-Martin en 1905, à l’emplacement de terrains militaires. À l’époque, elle est destinée à l’infanterie et compte sept longs bâtiments, répartis autour d'une place centrale. Contrairement à d'autres casernes de l'agglomération messine, elle n'est pas construite en pierre, mais en briques et colombages, dans un style caractéristique de cette période. La caserne est composée de huit bâtiments agencés autour d'une cour.

## Affectations successives
Une unité du 16e corps d'armée allemand y prend ses quartiers. La caserne est occupée par l'armée française en 1919, après le Traité de Versailles. Les bâtiments servent de lieu de casernement jusqu’à la Seconde Guerre mondiale. Le 23e escadron d'autos-mitrailleuses de cavalerie (EAMC) y prend ses quartiers. Ils servent ensuite d’entrepôts pour l'Établissement régional du matériel de Metz. L'établissement regroupait un grand nombre de corps de métiers permettant la réparation et l'entretien des matériels de l'armée de terre. La caserne est ensuite désaffectée en 1989. En 2008, la commune du Ban-Saint-Martin acquiert la caserne Dupuis et son terrain d'exercice puis rase l'ensemble des bâtiments au profit d'une opération immobilière.